# Ровни (Калужская область)
Ровни — деревня в Износковском районе Калужской области России. Входит в сельское поселение «Село Извольск»

## География
Расположено на реке Рашена.
Рядом — Извольск, Семеновское, Шатрищи.

## Население
| 2002 | 2010 |
| ---- | ---- |
| 47   | ↘28  |

## История
Относилось к Юхновскому уезду Смоленской губернии.
В 1914-м году относилось к Воскресенской волости Юхновского уезда.